# Retuerta del Bullaque
Retuerta del Bullaque ist eine Gemeinde mit 867 Einwohnern (Stand: 2024) in der spanischen Provinz Ciudad Real der Autonomen Region Kastilien-La Mancha. Die Gemeinde besteht neben dem Hauptort Retuerta aus den Ortschaften Pueblonuevo del Bullaque und El Molinillo.

## Lage
Retuerta del Bullaque befindet sich etwa 75 Kilometer nordwestlich von Ciudad Real in einer Höhe von ca. 660 m. Im Gemeindegebiet befindet sich der Stausee Embalse de Torre Abraham.

## Bevölkerungsentwicklung
| Jahr      | 1970 | 1981 | 1991 | 2001 | 2011 | 2021 |
| Einwohner | 1708 | 1240 | 1097 | 1003 | 1086 | 929  |

## Sehenswürdigkeiten
- Bartholomäuskirche in Retuerta
- Isidorkirche in Pueblonuevo del Bullaque

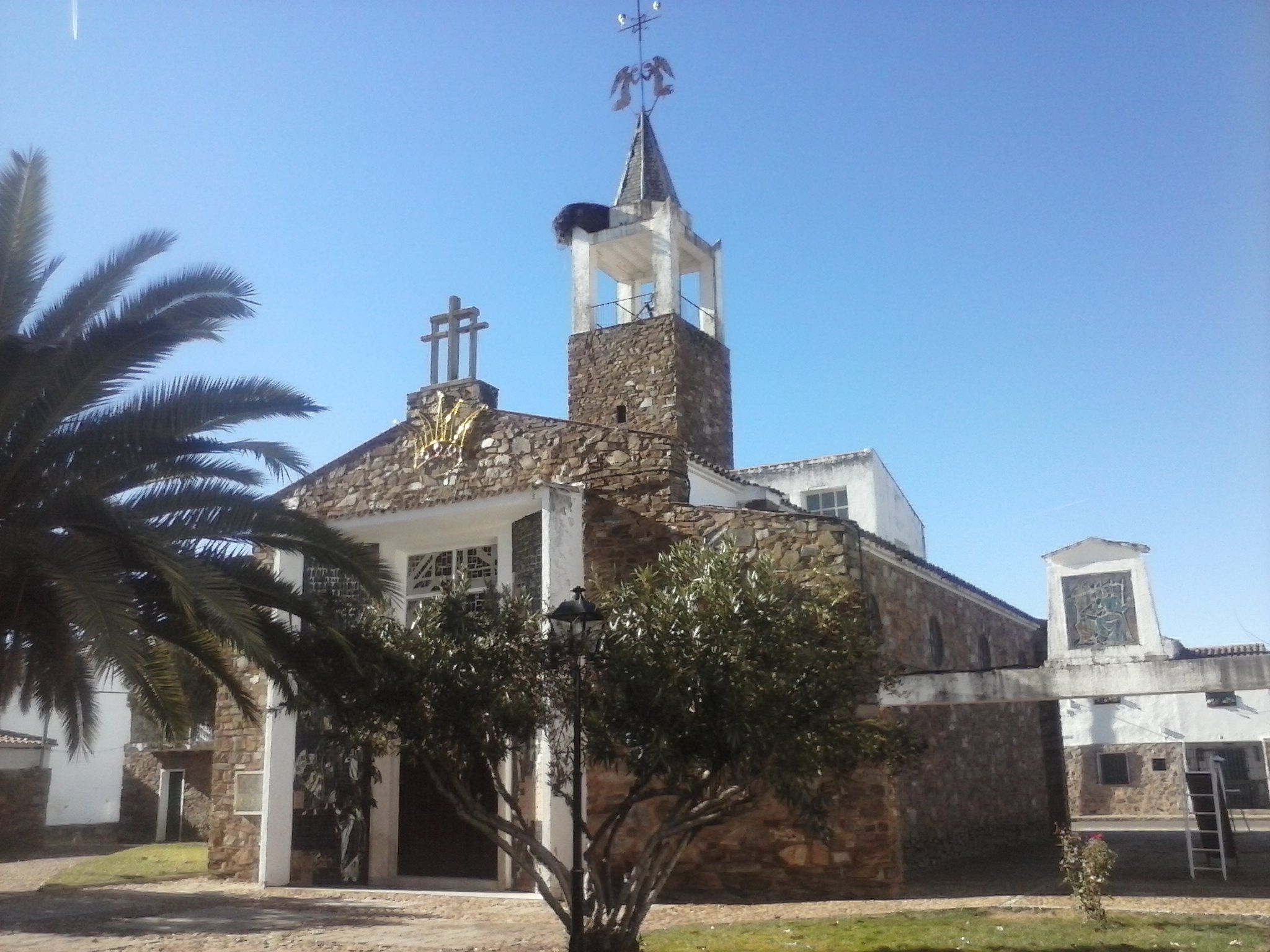
Isidorkirche